# Caterina di Brandeburgo-Küstrin
Caterina di Brandeburgo-Küstrin (Küstrin, 10 agosto 1549 – Cölln, 30 settembre 1602) è stata una margravina di Brandeburgo-Küstrin per nascita e principessa elettrice di Brandeburgo dal matrimonio.

## Famiglia
Caterina era la secondogenita di Giovanni, margravio di Brandeburgo-Küstrin (1513-1571) e di sua moglie Caterina (1518-1574), figlia di Enrico V di Brunswick-Lüneburg, duca di Brunswick-Wolfenbüttel.

## Matrimonio
L'8 gennaio 1570, si sposò con Gioacchino di Brandeburgo, poi elettore Gioacchino III Federico di Brandeburgo (1546-1608) a Küstrin.
Dal matrimonio nacquero i seguenti figli:
- Giovanni Sigismondo, principe elettore di Brandeburgo (8 novembre, 1572 - 23 dicembre 1619), principe elettore di Brandeburgo, sposò nel 1594 principessa Anna di Prussia (1576-1625);
- Anna Caterina (26 giugno 1575 - 29 marzo 1612), sposò il re Cristiano IV di Danimarca (1577-1648);
- Figlia nata e morta (1576-1576);
- Giovanni Giorgio, duca di Jägerndorf (16 dicembre 1577 - 2 marzo 1624), sposò Eva Cristina di Württemberg (1590 - 1657), figlia di Federico I di Württemberg e Sibilla di Anhalt;
- Augusto Federico (16 febbraio 1580 - 23 aprile 1601);
- Alberto Federico (29 aprile 1582 - 3 dicembre 1600);
- Gioacchino (13 aprile 1583 - 10 giugno 1600);
- Ernesto (13 aprile 1583 - 18 settembre 1613);
- Barbara Sofia (16 novembre 1584 - 13 febbraio 1636), sposò nel 1609 il duca Giovanni Federico di Württemberg (1582-1628)
- Figlia (1585 - 1586);
- Cristiano Guglielmo (28 agosto 1587 - 1º gennaio 1665), Arcivescovo e Amministratore seguito di Magdeburgo, sposò nel 1615, la principessa Dorotea di Brunswick-Wolfenbüttel (1596-1643); sposò nel 1650, la contessa Barbara Eusebia di Martinice († 1656); sposò nel 1657, la contessa Massimiliana di Salm-Neuburg (1608-1663).

## Ultimi anni e morte
Caterina cercò di migliorare la sorte dei poveri e dei bisognosi. Ha costruito un caseificio e venduto i suoi prodotti al Molkenmarkt ("Mercato del latte"), una piazza di Berlino. Ha utilizzato i proventi per finanziare una farmacia nel Stadtschloss che ha fornito medicine gratuitamente a chi ne ha bisogno.
Caterina morì il 30 settembre 1608. Il 13 ottobre fu sepolta nella cripta degli Hohenzollern (ora parte del Berliner Dom).

## Ascendenza
|                                    |                                 |                                     | Genitori                        |  |  | Nonni |  |  | Bisnonni                  |  |  | Trisnonni                  |  |
|                                    |                                 |                                     |                                 |  |  |       |  |  | Giovanni I di Brandeburgo |  |  | Alberto III di Brandeburgo |  |
|                                    |                                 |                                     |                                 |  |  |       |  |  | Giovanni I di Brandeburgo |  |  | Alberto III di Brandeburgo |  |
|                                    |                                 | Margherita di Baden                 |                                 |  |  |       |  |  | Giovanni I di Brandeburgo |  |  |                            |  |
| Gioacchino I di Brandeburgo        |                                 |                                     |                                 |  |  |       |  |  | Giovanni I di Brandeburgo |  |  |                            |  |
|                                    |                                 | Margherita di Sassonia              | Guglielmo III di Sassonia       |  |  |       |  |  |                           |  |  |                            |  |
|                                    |                                 | Margherita di Sassonia              | Guglielmo III di Sassonia       |  |  |       |  |  |                           |  |  |                            |  |
|                                    |                                 | Margherita di Sassonia              | Anna d'Asburgo                  |  |  |       |  |  |                           |  |  |                            |  |
| Giovanni di Brandeburgo-Küstrin    |                                 | Margherita di Sassonia              |                                 |  |  |       |  |  |                           |  |  |                            |  |
|                                    |                                 | Giovanni di Danimarca               | Cristiano I di Danimarca        |  |  |       |  |  |                           |  |  |                            |  |
|                                    |                                 | Giovanni di Danimarca               | Cristiano I di Danimarca        |  |  |       |  |  |                           |  |  |                            |  |
|                                    |                                 | Giovanni di Danimarca               | Dorotea di Brandeburgo-Kulmbach |  |  |       |  |  |                           |  |  |                            |  |
| Elisabetta di Danimarca            |                                 | Giovanni di Danimarca               |                                 |  |  |       |  |  |                           |  |  |                            |  |
|                                    |                                 | Cristina di Sassonia                | Ernesto di Sassonia             |  |  |       |  |  |                           |  |  |                            |  |
|                                    |                                 | Cristina di Sassonia                | Ernesto di Sassonia             |  |  |       |  |  |                           |  |  |                            |  |
|                                    |                                 | Cristina di Sassonia                | Elisabetta di Baviera           |  |  |       |  |  |                           |  |  |                            |  |
| Caterina di Brandeburgo-Küstrin    |                                 | Cristina di Sassonia                |                                 |  |  |       |  |  |                           |  |  |                            |  |
|                                    | Enrico IV di Brunswick-Lüneburg | Guglielmo IV di Brunswick-Lüneburg  |                                 |  |  |       |  |  |                           |  |  |                            |  |
|                                    | Enrico IV di Brunswick-Lüneburg | Guglielmo IV di Brunswick-Lüneburg  |                                 |  |  |       |  |  |                           |  |  |                            |  |
|                                    | Enrico IV di Brunswick-Lüneburg | Elisabetta di Stolberg-Werningerode |                                 |  |  |       |  |  |                           |  |  |                            |  |
| Enrico V di Brunswick-Lüneburg     | Enrico IV di Brunswick-Lüneburg |                                     |                                 |  |  |       |  |  |                           |  |  |                            |  |
|                                    |                                 | Caterina di Pomerania-Wolgast       | Eric II di Pomerania-Wolgast    |  |  |       |  |  |                           |  |  |                            |  |
|                                    |                                 | Caterina di Pomerania-Wolgast       | Eric II di Pomerania-Wolgast    |  |  |       |  |  |                           |  |  |                            |  |
|                                    |                                 | Caterina di Pomerania-Wolgast       | Sofia di Pomerania-Stolp        |  |  |       |  |  |                           |  |  |                            |  |
| Caterina di Brunswick-Wolfenbüttel |                                 | Caterina di Pomerania-Wolgast       |                                 |  |  |       |  |  |                           |  |  |                            |  |
|                                    |                                 | Enrico di Württemberg               | Ulrico V di Württemberg         |  |  |       |  |  |                           |  |  |                            |  |
|                                    |                                 | Enrico di Württemberg               | Ulrico V di Württemberg         |  |  |       |  |  |                           |  |  |                            |  |
|                                    |                                 | Enrico di Württemberg               | Elisabetta di Baviera-Landshut  |  |  |       |  |  |                           |  |  |                            |  |
| Maria di Württemberg               |                                 | Enrico di Württemberg               |                                 |  |  |       |  |  |                           |  |  |                            |  |
|                                    |                                 | Eva di Salm                         | …                               |  |  |       |  |  |                           |  |  |                            |  |
|                                    |                                 | Eva di Salm                         | …                               |  |  |       |  |  |                           |  |  |                            |  |
|                                    |                                 | Eva di Salm                         | …                               |  |  |       |  |  |                           |  |  |                            |  |
|                                    |                                 | Eva di Salm                         |                                 |  |  |       |  |  |                           |  |  |                            |  |